# 2010 Lost edition
A 2010 Lost edition egy 2007-ben megjelent válogatásalbum Wisin & Yandeltől.

## Számlista
| #   | Cím                                        | Hossz |
| --- | ------------------------------------------ | ----- |
| 1.  | Intro desafio                              | 0:58  |
| 2.  | Wisin mátalo                               | 2:44  |
| 3.  | ¿Dónde está mi gata?                       | 2:46  |
| 4.  | Una llamada (featuring: Tisubi & Georgina) | 4:18  |
| 5.  | Tú sabes                                   | 2:38  |
| 6.  | Riendo para no llorar                      | 3:26  |
| 7.  | Los pistoleros                             | 2:45  |
| 8.  | ¿Por qué me peleas?                        | 2:29  |
| 9.  | Reggae rockeae                             | 1:36  |
| 10. | Algo pasó                                  | 2:21  |
| 11. | Ya veo                                     | 2:51  |
| 12. | Dios no me abandones                       | 2:45  |
| 13. | En la disco bailoteo                       | 2:51  |
| 14. | Espejos negros                             | 3:08  |
| 15. | Está noche hay pelea                       | 2:50  |
| 16. | Por mi reggae muero                        | 3:57  |
| 17. | La mujer de moda                           | 2:51  |
| 18. | Pena                                       | 3:25  |